# Шаолінський футбол
«Шаолінський футбол» (кит.: 少林足球) — кінофільм, комедійний бойовик режисера Стівена Чоу 2000 року.

## Зміст
Гонконзький футболіст Фен на прізвисько Золотоногий бачить, що колишній товариш по команді Сюн підкупив суддів. Розчарований, він покидає команду. Минають роки і Фен, ставши волоцюгою, зустрічає на вулиці майстра шаолінських бойових мистецтв Сіна, учня Брюса Лі. Сін прагне донести людям, що користь цього мистецтва не в умінні битися, а контролювати власне тіло. Цьому є безліч мирних застосувань, наприклад, не падати, послизнувшись на банановій шкірці, чи вправно підстригати кущі. Фен, однак, не вірить, що це варте уваги.
Згодом Сін зустрічає дівчину-пекарку Мей, яка користується тайчі в побуті. Сіну не вистачає грошей, щоб купити в Мей пиріжок, тож він обмінює їх на свої порвані кросівки. Сін намагається показати людям гунфу танцями чи скласти про нього пісню, та на нього не звертають уваги. Пізніше він встряє у бійку з хуліганами та пропонує позмагатися в футболі. Фен стає свідком цього і, вражений майстерністю Сіна, пропонує йому створити футбольну команду. Сін, заінтригований ідеєю поєднання гунфу з футболом, вирішує зібрати своїх колишніх «шістьох братів Шаоліня» і сформувати команду під керуванням Фена.
Незважаючи на непривабливість Мей (в неї опік на обличчі), Сін регулярно приходить до неї в пекарню, проте зауважує, що не чекає від неї нічого, крім дружби. Ображена цим та знущаннями начальниці, Мей тікає з роботи.
Сін з Феном розшукують «шістьох братів», які давно змирилися з тим, що гунфу нікому не потрібне, та стали простими обивателями. Щоб зробити з них справжніх футболістів, Фен запрошує на поєдинок команду з місцевих хуліганів, з якими Сін стикався раніше. Але хулігани б'ють супротивників і ті не можуть за себе постояти. Сін закликає їх згадати шаолінські вправи і поступово його товариші відновлюють свою майстерність. Бачачи їхні успіхи, декілька хуліганів просять взяти їх у команду.
Про «команду Шаоліня» дізнаються професійні футболісти й викликають її на змагання. Команда Сіна входить у відкритий чемпіонат кубка Гонконгу, де швидко проходить у півфінал, а потім у фінал. Крім того, їм трапляється протистояти жіночій команді, і Сін ледве уникає голу в свої ворота. В фіналі «команда Шаоліня» зустрічається з командою «Дияволів», тренером якої і є Сюн.
Аби завоювати Кубок, Сюн дає своїм футболістам анаболіки, які дають їм надлюдські силу і швидкість. Двоє футболістів «команди Шаоліня» зазнають травм, ще частина тікає під час перерви, злякавшись сили «Дияволів». Команді не вистачає гравців, тоді на заміну несподівано приходить Мей, видаючи себе за чоловіка, для чого голить голову. Вона також повертає Сіну його старі кросівки, які полагодила.
В ході підготовки до своєї останньої атаки нападник «Дияволів» зосереджує в м'ячі темні сили, перетворивши його на вогненну кулю. Мей використовує тайцзи, щоб створити рівноцінну силу. Об'єднавшись, вони породжують навколо м'яча вихор, який пролітає крізь ворота «Дияволів» і руйнує стадіон. «Команда Шаоліня» здобуває перемогу.
Згодом у газетах з'являються новини, що Сін і Мей одружилися, а Сюна кинуто до в'язниці через використання допінгу. Якось, йдучи по вулиці, Сін бачить, що натхненні матчем, люди стали застосовувати гунфу в повсякденних справах.

## Ролі
| Актор      | Роль              |
| ---------- | ----------------- |
| Стівен Чоу | Сін               |
| Чжао Вей   | Мей               |
| Цзе Йінь   | тренер Сюн (Хунг) |

## Виробництво
У Північній Америці фільм отримав значне число послідовників через піратські копії й інтернет-завантаження, тому що офіційний реліз не був опублікований. Відмова студії Miramax випустити фільм протягом майже двох років тільки посилила ефект.
Стівен Чоу дублює свій власний голос для американського релізу. Також він сказав, що був натхненний мультсеріалом «Капітан Цубаса» (1983).
Фільм заборонений на материковій частині Китаю, тому що не дочекався сертифікації перед випуском у Гонконзі.
Усі спецефекти «Bullet Time» у фільмі зроблені тільки двома кінокамерами, а «заморожені» кадри — за допомогою комп'ютера.
В італійській версії всі головні персонажі дубльовані професійними футболістами (Томмазі, Венсан Кандела, Марко Дельвеккіо, Синиша Михайлович, Панкаро і Перуцці).
Поява Мей у середині фільму є пародією на гонконзьку акторку Аніту Мей 1980-х років.
Дівчата, які зображають собою чоловіків-футболістів із вусиками, намальованих на їхніх обличчях, є посиланням на фільм «Поліцейський із Забороненого міста» Стівена Чоу (1996), де персонаж Кармен Лі грає гейшу.
Мей — єдиний персонаж, яка говорить мандаринською мовою.
На початку фільму, коли молодий Фен не влучає в ціль, на табло показують назви команд: Universe (дистриб'ютор) і The Star (компанія-виробник).
Це один із трьох китайських фільмів, придбаних Miramax 2002 року, для найбільшого поширення в США після успіху фільму «Тигр, що крадеться, дракон, що причаївся» (2000). Решта фільмів були: «Герой» (2002) і «Воїни Зу» (2001). У квітні 2004 року фільм здобув обмежений театральний реліз у США. «Герою» дали світло й успішний широкий прокат у вересні 2004 р., а «Воїни Зу» випущено відразу на DVD в серпні 2005-го.
Для того, щоб з'явитися в ролі, ніби її голова поголена, Чжао Вей повинна була сидіти в кріслі гримера від 8 до 10 годин щодня.
Фільм містить величезну кількість реклами продукту Puma — майже кожен футбольний черевик, форма команд і численні оголошення.

### Знімальна група
- Режисер — Стівен Чоу
- Сценарист — Стівен Чоу, Чі Кеунг Фанг, Стівен Фанг
- Продюсер — Квок-фай Енг